# Aneflomorpha sinaloae
Aneflomorpha sinaloae es una especie de escarabajo longicornio del género Aneflomorpha, tribu Elaphidiini, subfamilia Cerambycinae. Fue descrita científicamente por Linsley en 1935.

## Descripción
Mide 13,2-17,3 milímetros de longitud.

## Distribución
Se distribuye por El Salvador y México.